# Maison de corporation

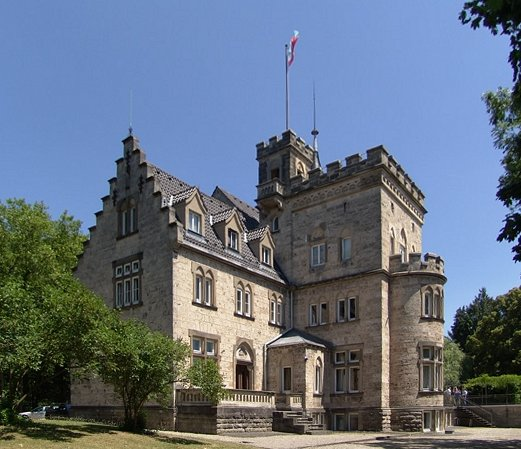
La maison du Corps Rhenania Tübingen est considérée comme le premier bâtiment en Empire allemand à être érigé en tant que maison de corporation, construite pour la première fois en 1882, photo 2006

Une maison de corporation est le bâtiment construit ou acheté par une fraternité pour la vie de fraternité. D'autres noms sont maison de liaison, maison fédérale, cabane (surtout en Autriche) ou - dans le cas d'un corps - maison de corps. Les fraternités baltes (de) ont un quartier de convent.

## Histoire

### Fin du XIXe et début du XXe siècle

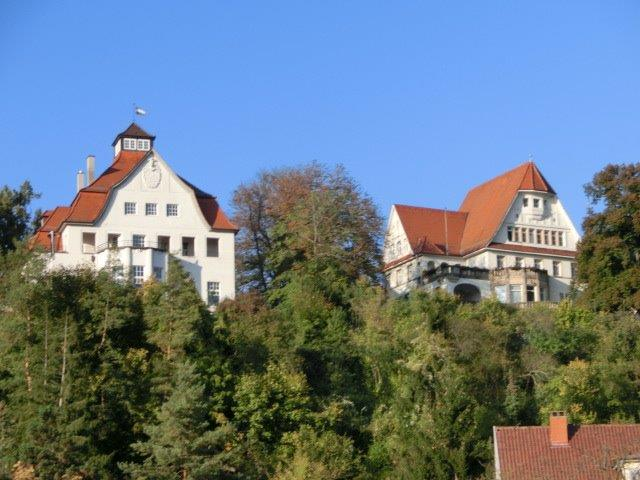
Maisons du Corps Borussia Tübingen (à gauche) et de l'Akademische Gesellschaft Stuttgardia Tübingen, 2013

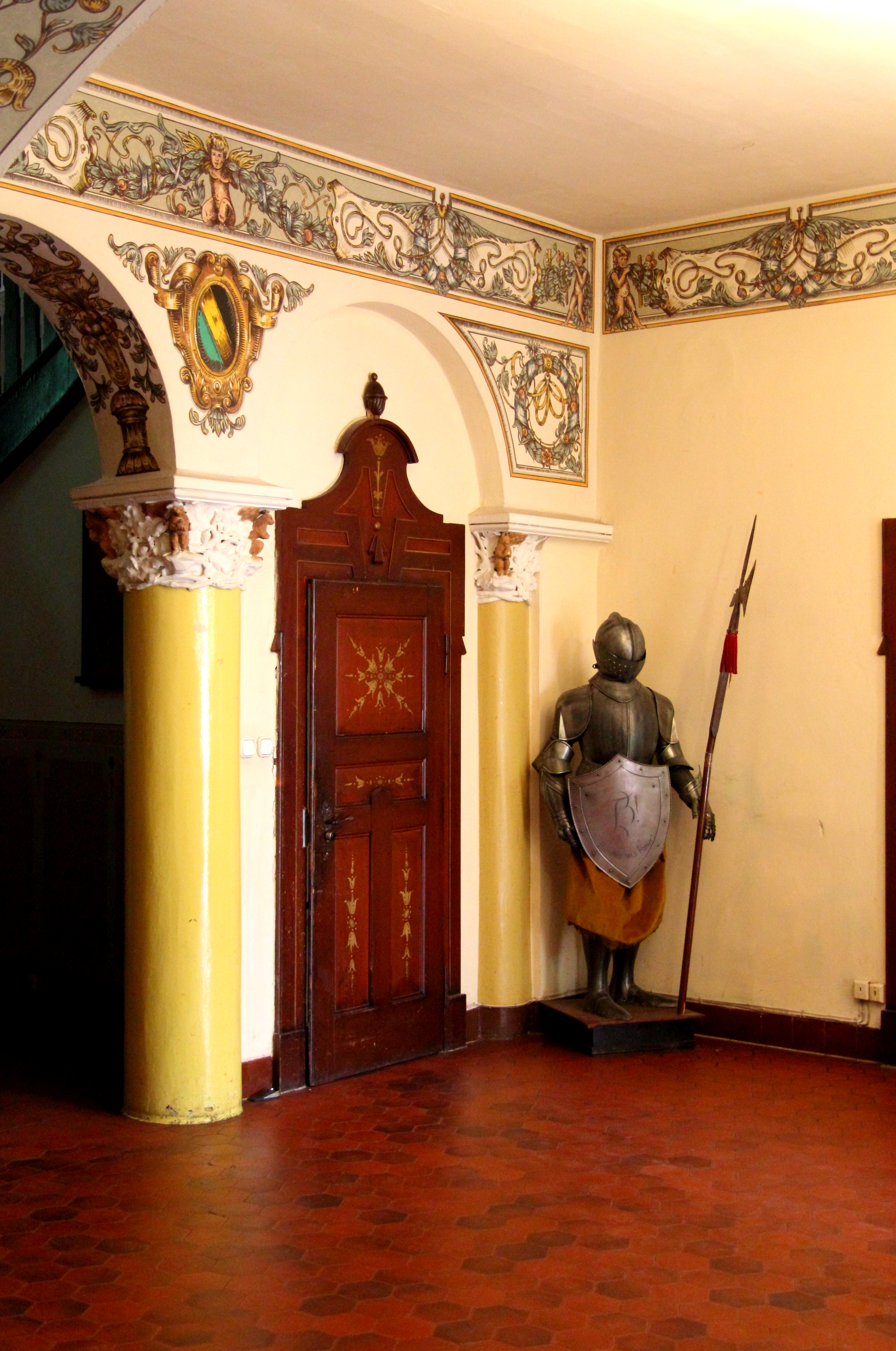
Hall d'entrée de la Maison du Corps Baruthia

Alors que les premières associations au sens actuel du terme ont vu le jour vers 1800, la plupart des maisons de corporation sont nettement plus récentes. Ce n'est que dans les années 1880 que les bases matérielles pour l'acquisition de biens immobiliers sont apparues grâce à l'engagement accru des "anciens", d'anciens étudiants qui restent liés à leur fraternité même après leurs études, et à la formation d'associations d'anciens. À l'époque de l'Empire allemand, les associations jouaient un rôle important dans la vie sociale. Une maison représentative constituait le cadre adéquat.
Une autre raison de l'apparition des maisons de corporation est le nombre croissant d'associations à la fin du XIXe siècle. S'il est encore courant à l'époque que la vie des fraternités se déroule dans les cafés et les locaux de fraternité, le nombre absolu d'auberges reste inférieur au nombre de fraternités. Par conséquent, il arrive souvent que plusieurs fraternités louent des locaux dans un même restaurant, ce qui entraîne souvent des frictions entre elles, auxquelles il est impossible de se soustraire puisqu'il n'est pas possible de déménager dans une autre auberge. Pour sortir de cette situation, il faut donc disposer de sa propre maison de liaison.

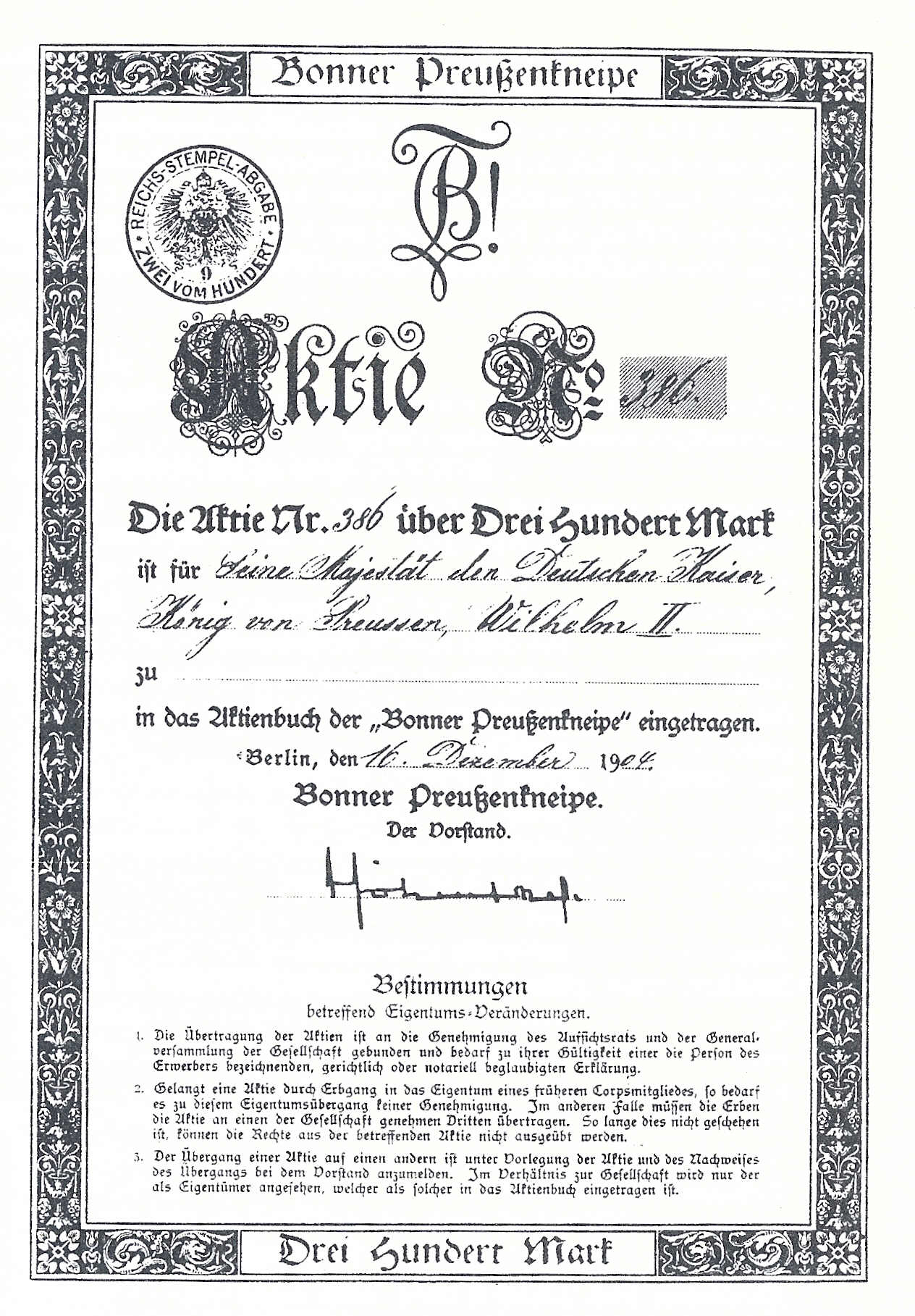
Action du pub prussien à Bonn, signée par Guillaume II.
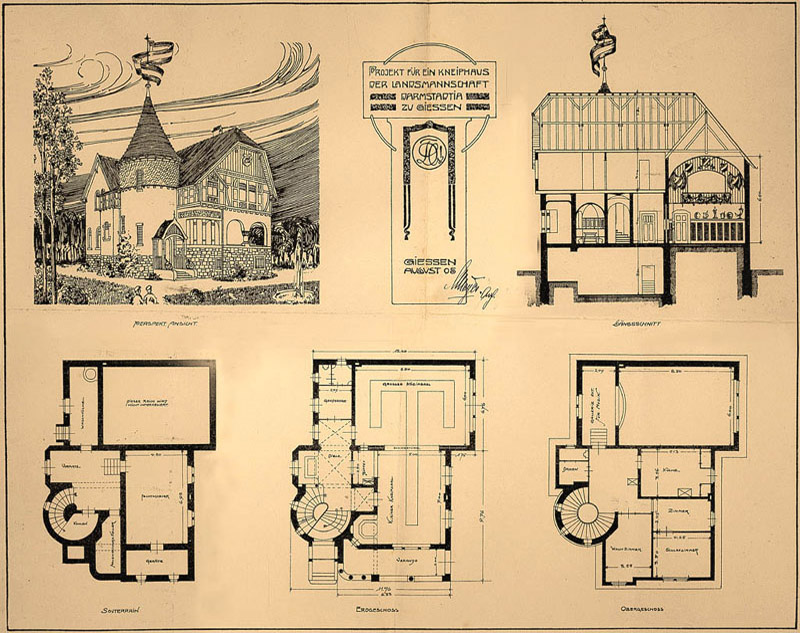
Projet d'auberge de la Landsmannschaft Darmstadtia Gießen (de)
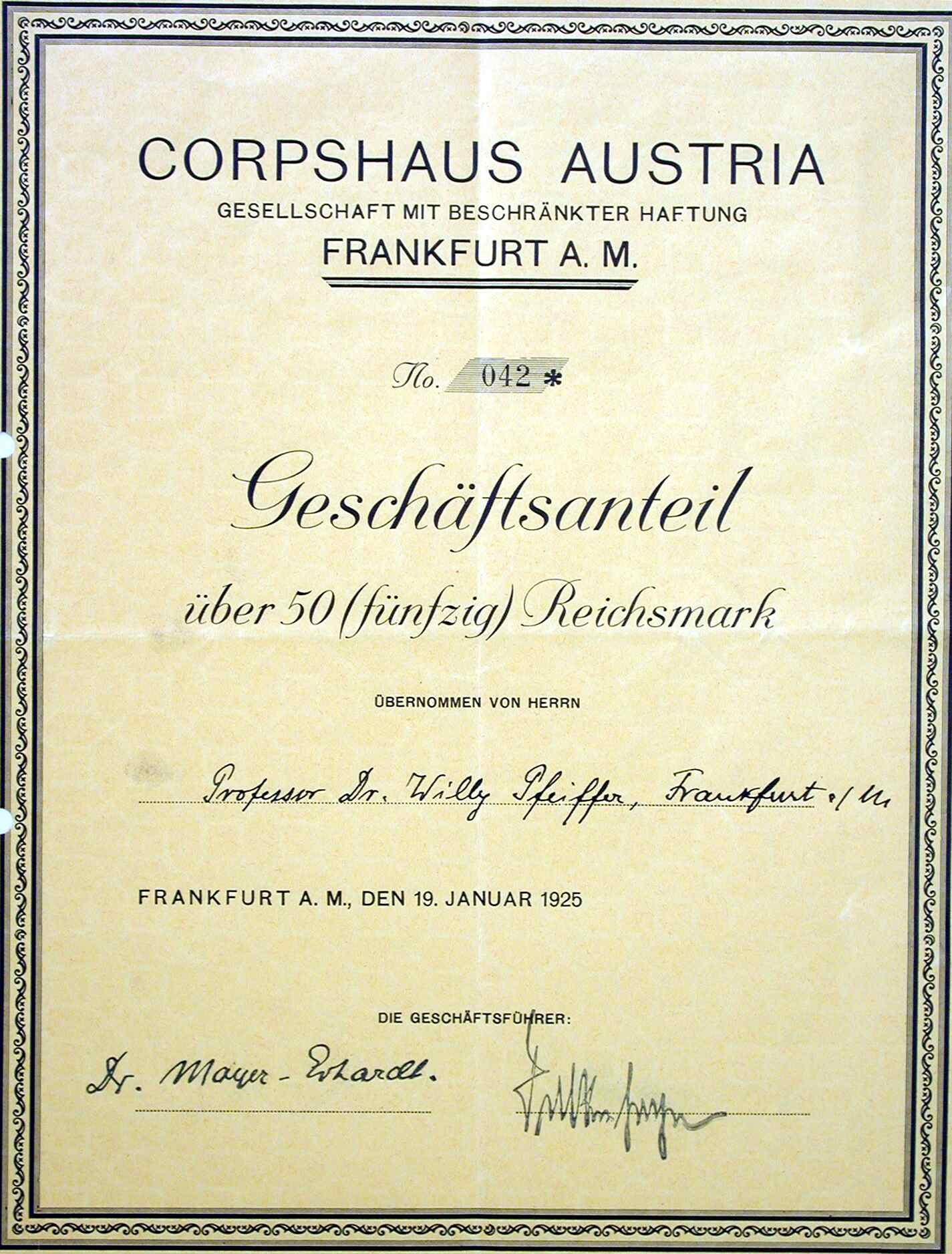
Certificat d'actions dans la maison du Corps Austria Frankfurt am Main

Conformément à l'évolution architecturale de l'époque wilhelminienne, les premières maisons corporatives sont construites sous forme de villas dans les nouveaux quartiers résidentiels de la bourgeoisie qui se développent à l'époque - pour la première fois en dehors des murs médiévaux des anciennes villes, quasiment sous forme de "maisonnettes dans la verdure" (voir aussi cité-jardin). Compte tenu de la situation urbanistique actuelle, les maisons sont principalement situées dans les meilleurs quartiers résidentiels, à proximité immédiate du centre-ville. Conformément à l'époque et au goût du jour, un certain nombre de maisons de corps sont reconstruites dans le style des châteaux forts pour servir de brasseries. Les maisons de corps du Hannovera et de Starkenburgia (de), construites dans les années 1890, sont des exemples extrêmes de ce type de construction avec des tours et des créneaux gothiques, cette dernière ayant même influencée par le modèle réel du Starkenburg.

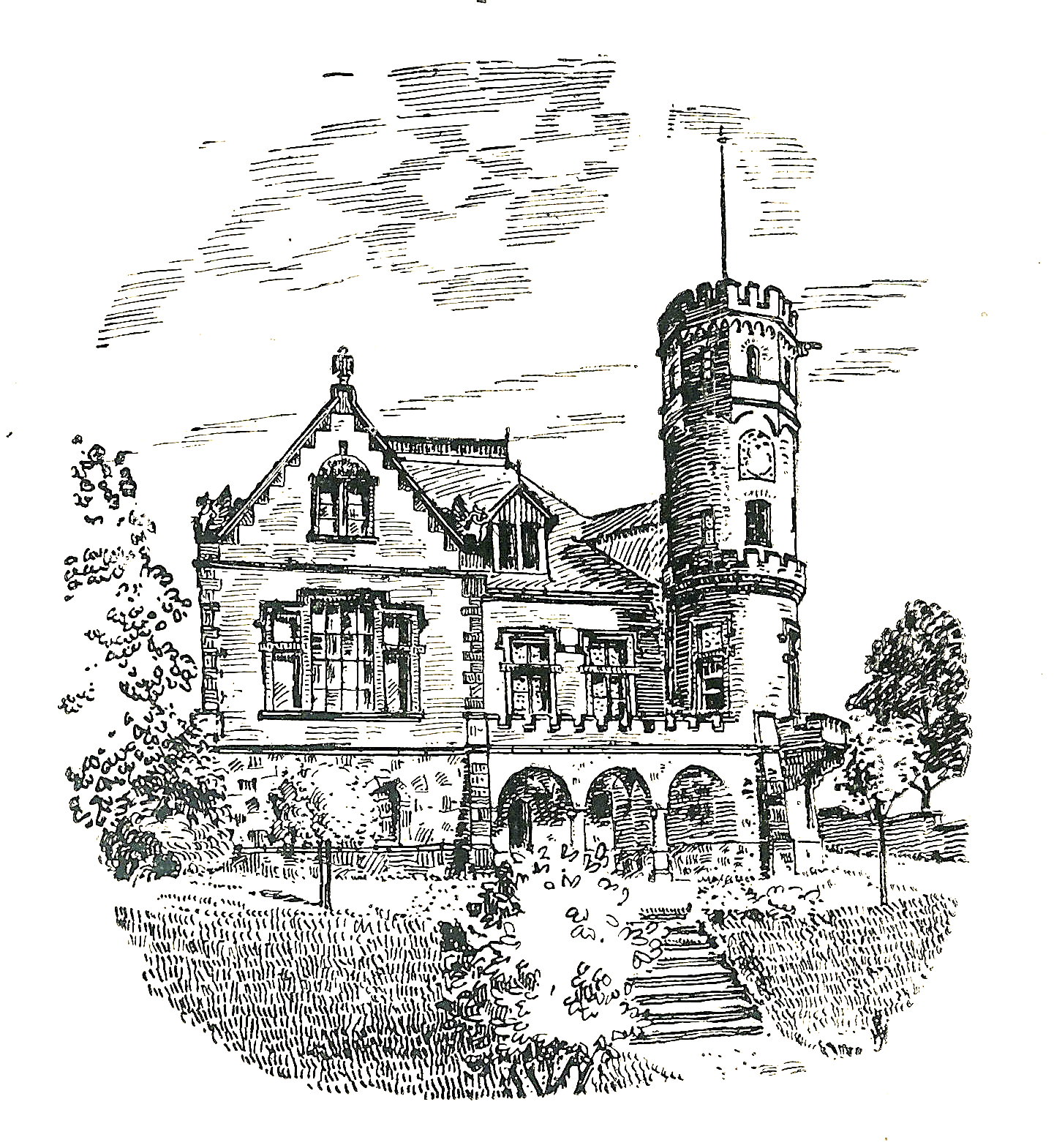
Starkenburgia Gießen

Au début, les étudiants se réunissent toujours dans des bars de la ville universitaire, avec les tenanciers desquels ils concluent des contrats d'utilisation. La création de "tavernes" (maisons de corps) pour les actifs commence à Marbourg. En 1862, un ancien achète une maison pour son Corps Teutonia zu Marburg (de). Dans les années 1870, un ancien de Heidelberg achète la taverne pour le Corps Saxo-Borussia Heidelberg, où les garçons du corps se sont rencontrés depuis la création du corps en 1820. La première maison de société à être construite architecturalement en tant que telle en Empire allemand est la maison du Corps Rhenania Tübingen, achevée en 1886. À partir du semestre d'hiver 1882/83, les membres actifs du corps entreprennent la planification, l'achat de terrains et la construction sous la direction de Karl Hermann Siegeneger (de), dont les cendres sont enterrées dans la façade ouest de la maison.
La grande majorité des maisons de corporation sont construites entre 1895 et 1910. La plus ancienne maison utilisée comme corporation est la porte Jacques (de) à Augsbourg. Construite au XIVe siècle, elle est aujourd'hui louée et utilisée par la Burschenschaft Rheno-Palatia. La maison du corps de Saxonia Konstanz est l'ancienne infirmerie de la ville de Constance et a été construite en 1500. En novembre 1884, le Corps Rhenania Würzburg achète le château du chapitre (de), construit en 1720 pour le prince-évêque de Wurtzbourg Christoph Franz von Hutten, qui est encore utilisé aujourd'hui comme maison de corps. La maison du Corps Pomerania-Silesia Bayreuth, construite en 1753, a aussi une grande tradition. Autrefois, elle servait d'auberge et accueillait les sociétés de chasse. Franz Liszt et Cosima Wagner l'ont également fréquentée et se sont assis ensemble au piano.
En 1913, 91 % des corps de Kösen et 78 % des corps de Weinheim (de) ont leur propre maison. Pour les Burschenschaften, le tableau est mitigé : 45 des 66 associations membres de la fraternité allemande (de) ont leur propre maison (68 %), mais seulement 16 des 35 fraternités techniques de l'Association des fraternités allemandes de Rüdesheim (de) (46 %) et seulement 6 des 41 associations de l'organisation faîtière autrichienne Burschenschaft der Ostmark (de) (15 %). Dans le cas des associations étudiantes confessionnelles, le taux le plus élevé est celui de l'Association du cartel des associations d'étudiants catholiques allemands (de) (29 %), suivi du Schwarzburgbund (de) (25 %) et du CV (de) (23,5 %). Le taux le plus faible est celui de l'association Unitas (de), où une seule des 20 associations membres a sa propre maison à l'époque.

### Temps du national-socialisme

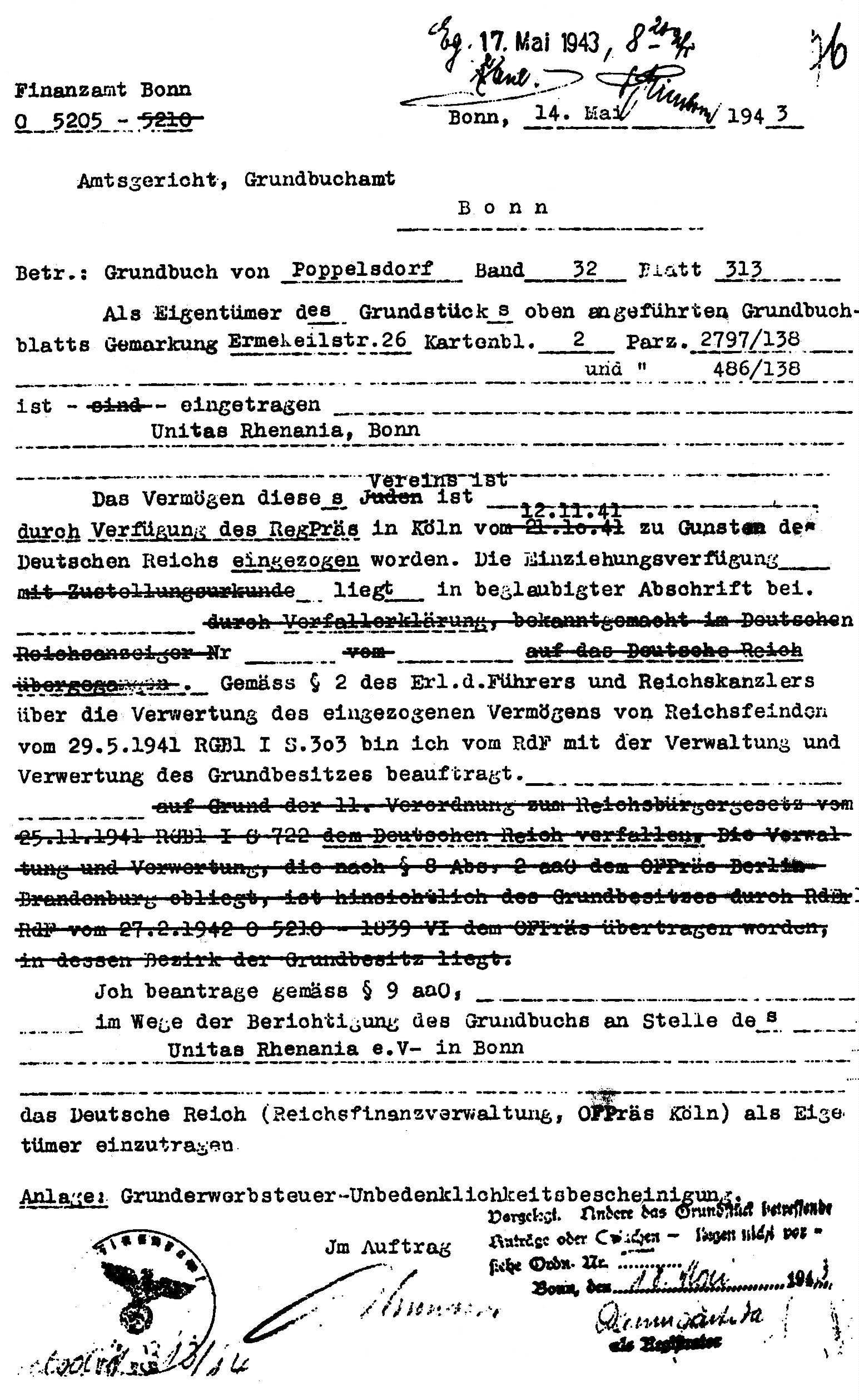
Instructions pour l'expropriation de la maison d'Unitas Rhenania Bonn, 1943

La mise au pas à l'époque du national-socialisme contraint les fraternités à abandonner leurs maisons. Après l'annexion de l'Autriche et dans le protectorat de Bohême et de Moravie, de nombreuses maisons reviennent à des camaraderies de l'Union nationale-socialiste des étudiants allemands, qui les utilisent comme dortoirs d'étudiants et salles de formation. De nombreuses corporations sont expropriées ou retardent le transfert par des moyens légaux.

### Après 1945
Après la Seconde Guerre mondiale, nombre de ces maisons expropriées peuvent être récupérées - du moins en République fédérale d'Allemagne et en Autriche. Dans les cas où les maisons ont été vendues ou transférées volontairement, il ne reste que la possibilité de les racheter, dans la mesure où le nouveau propriétaire est disposé à vendre. De nombreux corporations - que ce soit à l'Est ou à l'Ouest - ne peuvent cependant pas récupérer leurs maisons et doivent en acquérir de nouvelles, parfois des maisons modernes, mais parfois aussi de très vieux immeubles d'habitation. Il s'agit cependant souvent de maisons d'habitation normales, adaptées autant que possible aux exigences de la vie de la fraternité ; cette solution est souvent pratiquée dans les universités nouvellement créées dans les années 1970, où il n'existait pas de maisons de fraternité traditionnelles. Depuis les années 1990, des maisons de corporations sont à nouveau construites de manière isolée en Allemagne, y compris dans les anciens Länder. En raison de leur taille, l'entretien des anciennes maisons est généralement très coûteux, mais il est accepté comme faisant partie du maintien des traditions. Comme la plupart de ces maisons sont classées monuments culturels, il est toutefois possible de bénéficier de subventions de la part de la protection des monuments. En principe, l'utilisation dans le sens originel représente la meilleure possibilité de conserver les maisons de liaison à l'identique. En cas d'utilisation à d'autres fins, des transformations sont souvent nécessaires, ce qui dénature le caractère originel.

## Usage
Les maisons corporatives constituent aujourd'hui le cadre de la vie estudiantine des fraternités. Ce qui est particulièrement important aujourd'hui (contrairement à ce qui était prévu lors de la construction), c'est l'utilisation comme résidence universitaire - en général pour les membres de la fraternité. Il existe même parfois l'obligation d'avoir habité un certain temps dans la maison de la fraternité en tant que membre actif. De manière générale, le prix de location des chambres dans les maisons de la corporation est très avantageux par rapport aux prix de location des logements étudiants en général.
L'utilisation comme bâtiment de réunion et lieu de manifestation est également très importante. Le centre d'une maison de corporation normale est généralement constitué de la grande et de la petite "Kneipe", des pièces destinées aux formes les plus diverses de manifestations estudiantines (pub, café, etc. ). S'y ajoutent d'autres pièces d'habitation pour la vie quotidienne, une bibliothèque, des pièces pour l'administration, la correspondance et les archives ainsi que des infrastructures telles que des cuisines et des réserves.

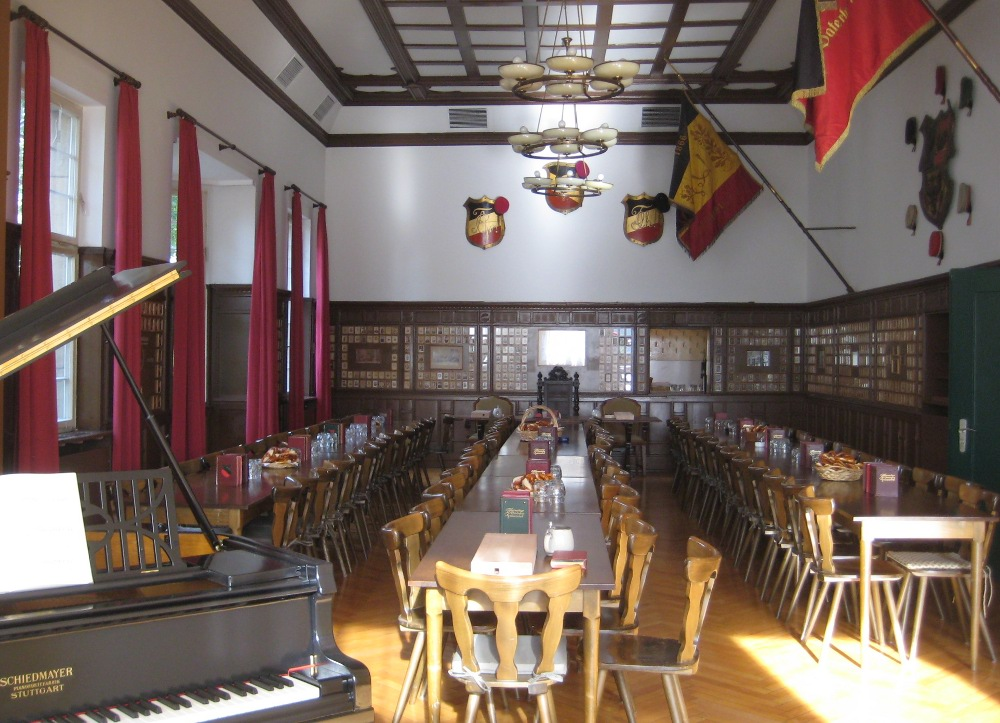
Bar, Burschenschaft Alemannia Stuttgart (de)
Bar, Corps Hannovera Göttingen

Les fraternités combattantes ont besoin d'un local pour les timbales (de) et pour ranger et entretenir les ensembles de timbales (de). De nombreuses maisons de corporations disposent d'un appartement indépendant pour la gouvernante et/ou le concierge.

## Linguistique
Dans les cercles corporatifs, on dit "sur la maison" (abrégé "a. d. H.") au lieu de "dans la maison". On dit donc par exemple : "je vais sur la maison" et non : "je vais à la maison". Il en va de même pour le logement étudiant, on ne dit donc pas "nach Hause", mais en langage étudiant "auf Stube". En Autriche, on entend et lit également l'expression "am Haus".

Verbindungshäuser
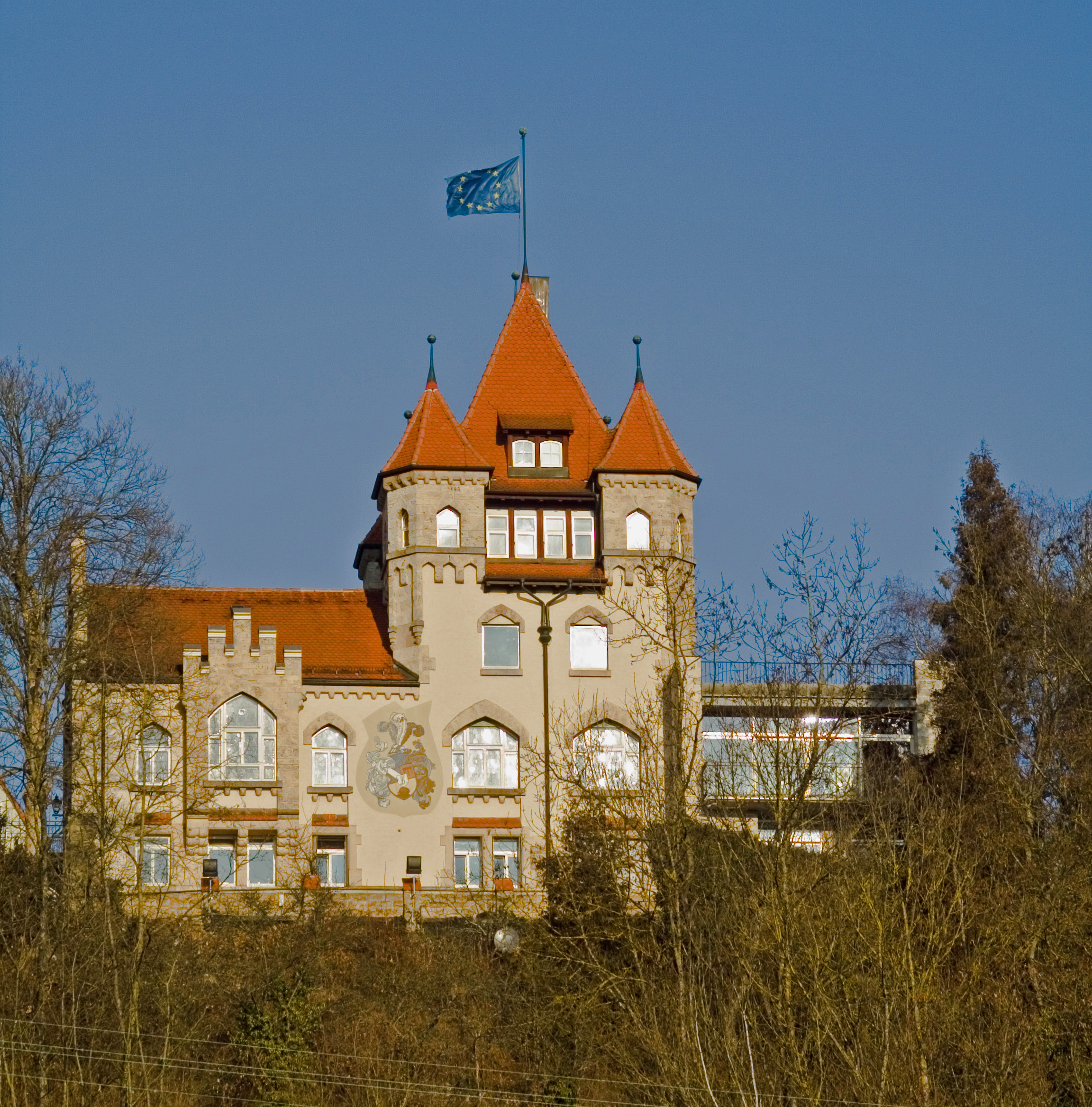
Akademische Verbindung Igel Tübingen (de)
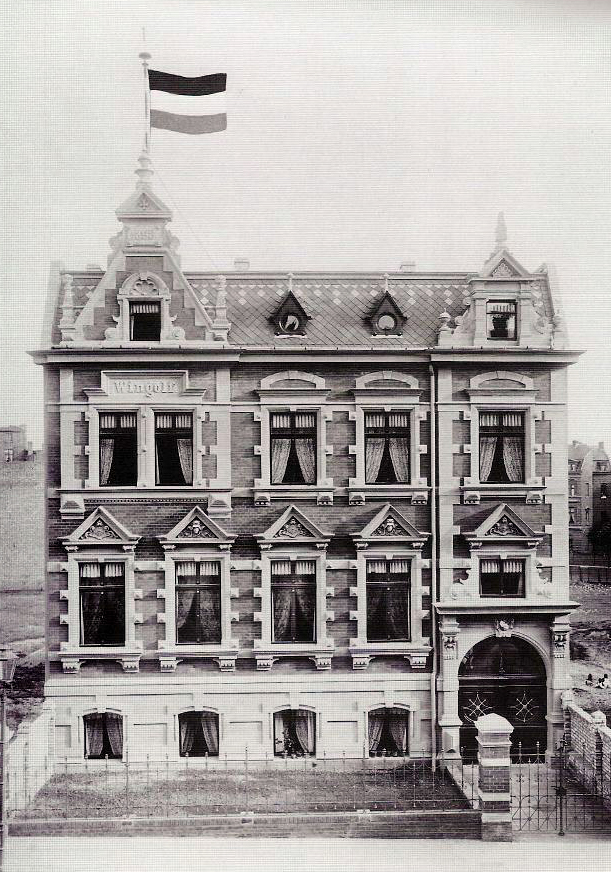
Hallenser Wingolf (de)
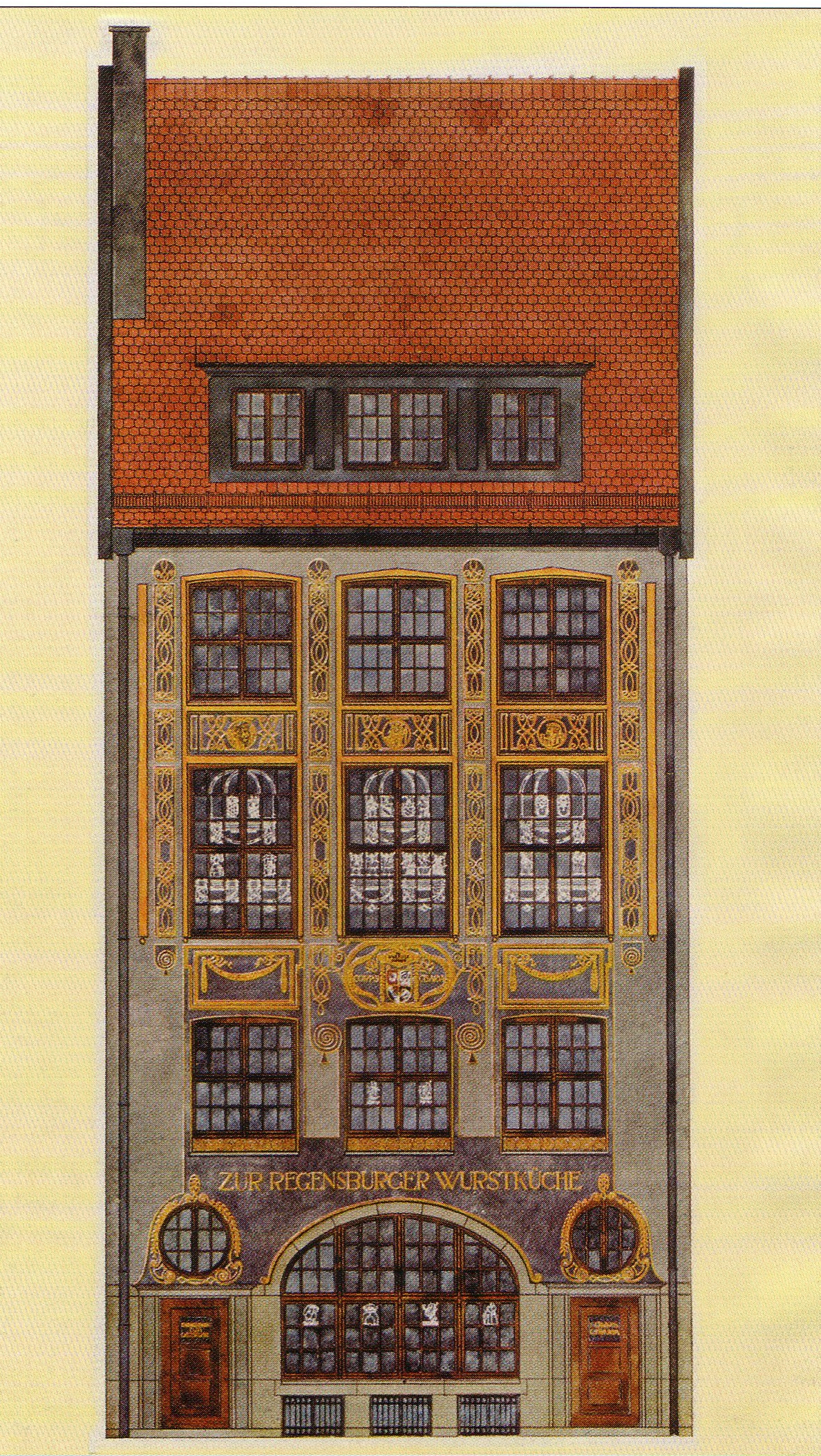
Corps Cisaria (de)
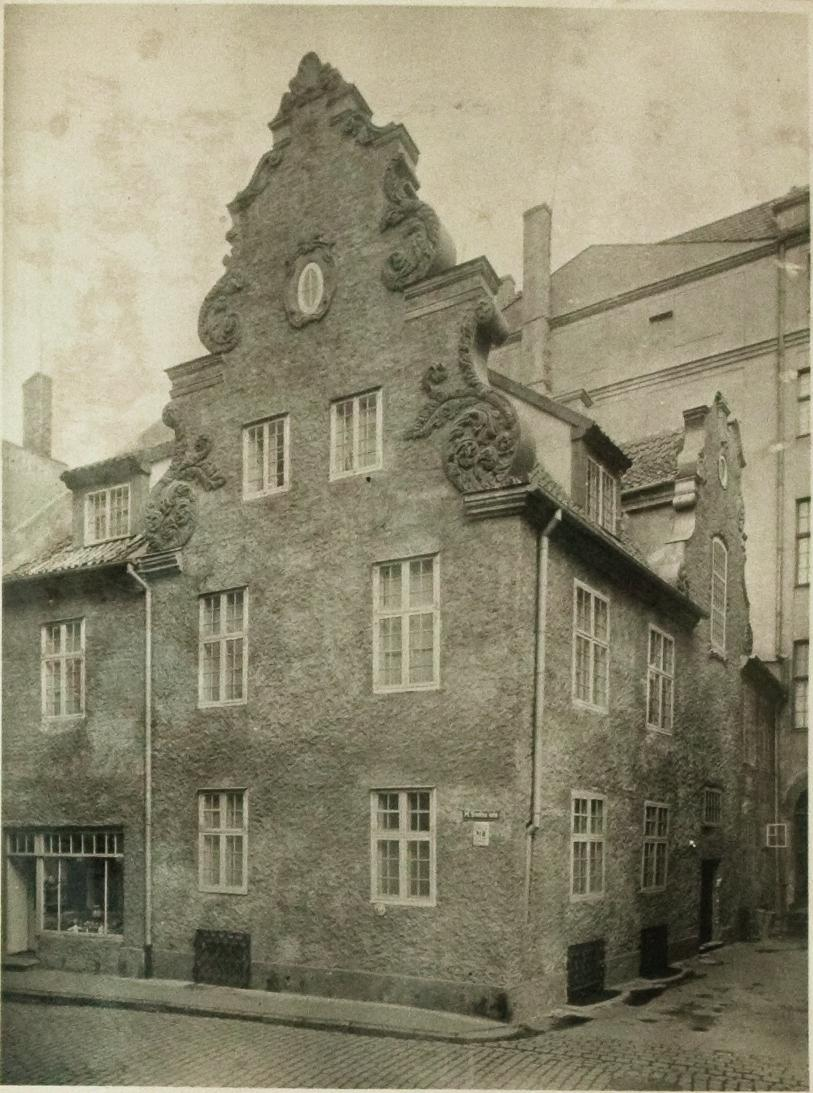
Fraternitas Arctica (de) au 8 Kleine Sandstraße (de) à Riga